# Alpioniscus giurensis
Alpioniscus giurensis is een pissebed uit de familie Trichoniscidae. De wetenschappelijke naam van de soort is voor het eerst geldig gepubliceerd in 1981 door Schmalfuss.